# Khombole
Khombole är en stad och kommun i västra Senegal, cirka 25 kilometer öster om Thiès. Den ligger i regionen Thiès och har cirka 18 000 invånare.